# Paracorallium tortuosum
Paracorallium tortuosum är en korallart som först beskrevs av Bayer 1956.  Paracorallium tortuosum ingår i släktet Paracorallium och familjen Coralliidae. Inga underarter finns listade i Catalogue of Life.